# Abadia de la Trinitat de Vendôme
L'abadia de la Trinitat de Vendôme fou una abadia benedictina, a la localitat de Vendôme, avui dia al departament francès de Loir i Cher, fundada per Jofré II Martell, comte de Vendôme i la seva dona Agnès de Borgonya i es va començar el 1035, essent consagrada el 31 de maig de 1040, un mes abans que Jofré esdevingués comte d'Anjou. Va ser posada sota dependència directa del papa, cosa que va ser acceptada per Teodoric bisbe de Chartres i el 1056 pel rei Enric I de França. Va ser dotada amb molts llocs, per exemple l'illa d'Oloron. Els seus primers monjos foren cluniacencs vinguts de l'abadia de Marmoutier, prop de Tours. El Papa va concedir als abats el dret a ser cardenals el 1063.
Al segle XVII, Vendôme formava part de la congregació maurista . Un dels mauristes més famosos, Luc d'Achery, va professar a Vendôme.
Tot i que l'església de l'abadia en la seva forma actual és bàsicament gòtica flamígera, encara conté elements de la senzilla primera església als transseptes i als pilars del creuer. L'absis va ser reconstruït en alt gòtic a finals del segle XIII (en l'època d'apogeu de l'abadia); les dues tramvies més orientals de la nau es van construir a mitjans del segle XIV. Després d'una llarga interrupció causada per la Guerra dels Cent Anys, es va reprendre l'obra; la tercera i la quarta tramvia de la nau es van completar el 1492. La resta de l'obra es va completar al segle XVI. L'impressionant façana oest flamígera va ser completada el 1507 probablement per Jean de Beauce, l'arquitecte que va dissenyar l'agulla nord de la catedral de Chartres. La traceria flamígera calada dissol efectivament el gablet central. Tots els timpans també presenten vitralls flamígers.